# 랄까
〈랄까〉(ってか)는 일본의 여성 아이돌 그룹 히나타자카46의 노래. 2021년 10월 27일에 히나타자카46의 여섯 번째 싱글로 소니 레코드에서 발매되었다. 노래의 센터 포지션은 카네무라 미쿠가 맡았다.

## 발매 배경
Blu-ray가 들어있는 Type-A · B · C · D, CD뿐인 통상판의 다섯 형태로 발매.
이 작의 참가 멤버 중 코사카 나오를 제외하고, 21명이다.

## 선발 멤버

### 랄까
(센터: 카네무라 미쿠)
- 3열 : 타카하시 메구니, 타카세 마나, 모리모토 마리이, 타카모토 아야카, 카미무라 히나노, 하마기시 히요리, 미야타 마나모, 야마구치 하루요, 토미타 스즈카
- 2열 : 사사키 쿠미, 카케야마 유카, 마츠다 코노카, 사사키 미레이, 카와타 히나, 와타나베 시호, 우시오 사리나
- 1열 : 히가시무라 메이, 사이토 쿄코, 카네무라 미쿠, 카토 시호, 니부 아카리